# Карповская волость (Богородский уезд)
Карповская волость — волость в составе Богородского уезда Московской губернии. Существовала до 1929 года. Центром волости сначала было село Карпово, с 1918 по 1924 годы — станция Шевлягино, затем снова село Карпово.
В состав волости вошли селения Антоново, Аринино, Вороново, Игнатьево, Иринино, Карпово, Коломино, Кузяево, Лопаково, Мещеры, Минино, Молоково, Осташково, Сидорово, Смолино, Соболево, Фрязино и Шевлягино.
По данным 1919 года в Карповской волости было 17 сельсоветов: Антоновский, Арининский, Вороновский, Игнатьевский, Карпинский, Коломинский, Кузяевский, Лопаковский, Мещерский, Мининский, Молоковский, Осташковский, Сидоровский, Смолевский, Соболевский, Фрязевский, Шевлягинский.
В 1923 году Вороновский и Шевлягинский с/с были объединены в Воронов-Шевлягинский с/с.
В 1924 году Вороново-Шевлягинский с/с был упразднён, а его территория разделена между Мещёрским и Антоновским с/с. Игнатьевский с/с был присоединён к Кузяевскому.
В 1925 году Антоновский и Карповский с/с были объединены в Карпово-Антоновский с/с. Фрязевский с/с был присоединён к Коломинскому. Были восстановлены Вороново-Шевлягинский и Игнатьевский с/с.
В 1926 году Карпово-Антоновский с/с был переименован в Карповский, а Вороново-Шевлягинский — в Вороновский. Был восстановлен Фрязевский с/с.
В 1927 году Карповский с/с был переименован в Карпово-Антоновский, а Вороновский — в Вороново-Шевлягинский.
В ходе реформы административно-территориального деления СССР в 1929 году Карповская волость была упразднена.